# 菲希特峰

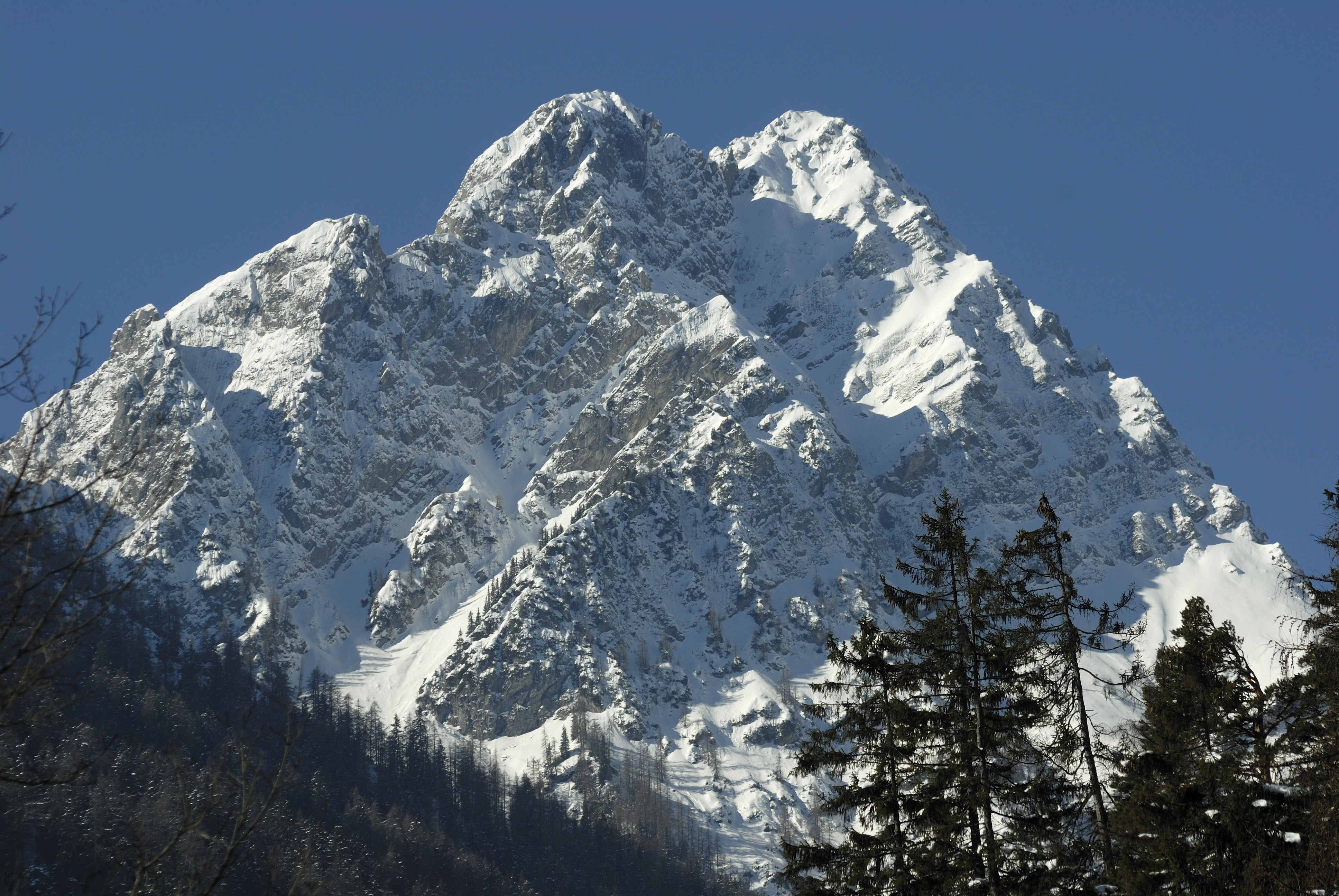

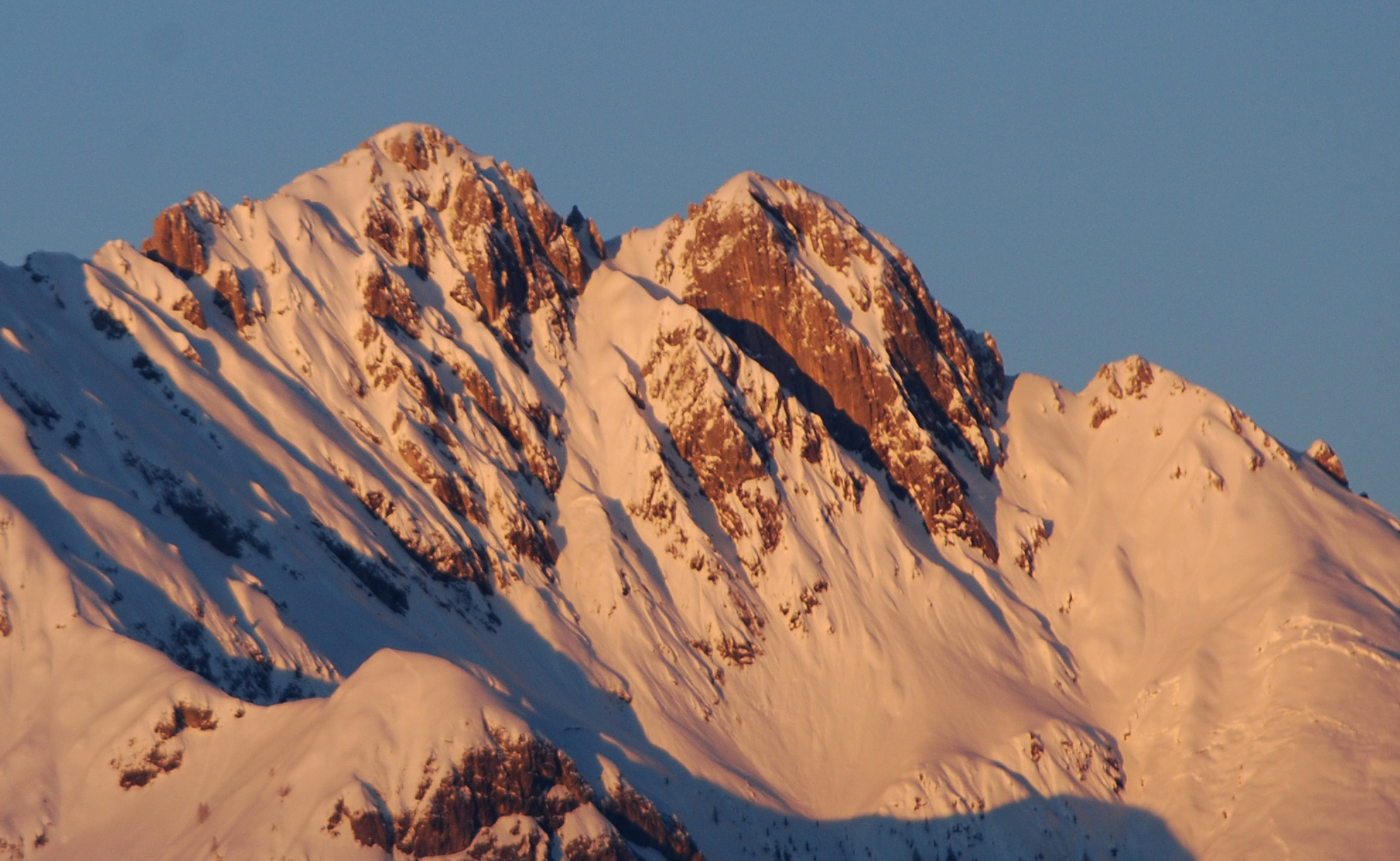

47°22′3″N 11°38′41″E / 47.36750°N 11.64472°E
菲希特峰（德語：Fiechter Spitze），是奧地利的山峰，位於該國西部，由蒂羅爾州負責管轄，屬於卡文德爾山脈的一部分，海拔高度2,299米，山體由石灰岩組成。